# Letheobia caeca
Letheobia caeca là một loài rắn trong họ Typhlopidae. Loài này được Duméril mô tả khoa học đầu tiên năm 1856.